# Tour de Vendée 2018
La 47e édition du Tour de Vendée a lieu le 6 octobre 2018 entre Dompierre-sur-Yon et La Roche-sur-Yon, sur une distance de 206,4 kilomètres. Elle fait partie du calendrier UCI Europe Tour 2018 en catégorie 1.1 et de la Coupe de France de cyclisme sur route 2018.

## Présentation

### Parcours
Le départ réel a lieu à Dompierre-sur-Yon, les coureurs vont ensuite se diriger vers la côte Atlantique en traversant la commune d'Aizenay et d'Apremont. Le parcours va ensuite longer la côte en passant par Vairée puis repartir dans les terres pour un ravitaillement à Mareuil sur Lay. Pour finir le tracé passera à Chantonnay et se terminera à la Roche-sur-Yon.

### Équipes
16 équipes sont au départ de la course dont deux équipes UCI World Team (FDJ et AG2R La Mondiale).

## Classement final
| \| Classement général \| Classement général \| Classement général \| Classement général \| Classement général \| \| Coureur \| Coureur \| Pays \| Équipe \| Temps \| \| ------------------ \| ------------------ \| ------------------ \| ---------------------------- \| ------------------ \| \| 1er \| Nico Denz \| Allemagne \| AG2R La Mondiale \| 5 h 02 min 28 s \| \| 2e \| Lennert Teugels \| Belgique \| Cibel-Cebon \| + 0 s \| \| 3e \| Gian Friesecke \| Suisse \| Team Vorarlberg-Santic \| + 0 s \| \| 4e \| Jimmy Janssens \| Belgique \| Cibel-Cebon \| + 17 s \| \| 5e \| Alexis Guérin \| France \| Delko-Marseille Provence-KTM \| + 22 s \| \| 6e \| Jonathan Hivert \| France \| Direct Énergie \| + 31 s \| \| 7e \| Thomas Boudat \| France \| Direct Énergie \| + 1 min 08 s \| \| 8e \| Franck Bonnamour \| France \| Fortuneo-Samsic \| + 1 min 11 s \| \| 9e \| Gianni Marchand \| Belgique \| Cibel-Cebon \| + 1 min 14 s \| \| 10e \| Quentin Jauregui \| France \| AG2R La Mondiale \| + 1 min 34 s \| |                  |           |                              |                 |
| |                  |           |                              |                 |
| Source : ProCyclingStats |                  |           |                              |                 |
| Classement général |                  |           |                              |                 |
| Coureur | Coureur          | Pays      | Équipe                       | Temps           |
| 1er | Nico Denz        | Allemagne | AG2R La Mondiale             | 5 h 02 min 28 s |
| 2e | Lennert Teugels  | Belgique  | Cibel-Cebon                  | + 0 s           |
| 3e | Gian Friesecke   | Suisse    | Team Vorarlberg-Santic       | + 0 s           |
| 4e | Jimmy Janssens   | Belgique  | Cibel-Cebon                  | + 17 s          |
| 5e | Alexis Guérin    | France    | Delko-Marseille Provence-KTM | + 22 s          |
| 6e | Jonathan Hivert  | France    | Direct Énergie               | + 31 s          |
| 7e | Thomas Boudat    | France    | Direct Énergie               | + 1 min 08 s    |
| 8e | Franck Bonnamour | France    | Fortuneo-Samsic              | + 1 min 11 s    |
| 9e | Gianni Marchand  | Belgique  | Cibel-Cebon                  | + 1 min 14 s    |
| 10e | Quentin Jauregui | France    | AG2R La Mondiale             | + 1 min 34 s    |

## Classements UCI
La course attribue aux coureurs le même nombre de points pour l'UCI Europe Tour 2018 et le Classement mondial UCI.
| 1  | Nico Denz        | AG2R La Mondiale             | 125 |
| 2  | Lennert Teugels  | Cibel-Cebon                  | 85  |
| 3  | Gian Friesecke   | Vorarlberg-Santic            | 70  |
| 4  | Jimmy Janssens   | Cibel-Cebon                  | 60  |
| 5  | Alexis Guérin    | Delko Marseille Provence KTM | 50  |
| 6  | Jonathan Hivert  | Direct Énergie               | 40  |
| 7  | Thomas Boudat    | Direct Énergie               | 35  |
| 8  | Franck Bonnamour | Fortuneo-Samsic              | 30  |
| 9  | Gianni Marchand  | Cibel-Cebon                  | 25  |
| 10 | Quentin Jauregui | AG2R La Mondiale             | 20  |